# Take a Deeper Look
Take a Deeper Look è il secondo EP del cantante sudcoreano Jay Park, pubblicato il 27 aprile 2011.

## Tracce
1. Touch the Sky (feat. The Quiett) - 3:34
2. Abandoned (feat. Dok2) - 4:19
3. 오늘밤 (Tonight) (feat. Kang Min Kyung) - 3:37
4. 너 없이 안돼 (I Can't Be Without You) - 4:32
5. Don't Let Go - 3:49
6. Level 1000 (feat. Dok2) - 3:56
7. Bestie (Korean Version) - 3:32

## Classifiche
| Classifica                                 | Posizione più alta |
| ------------------------------------------ | ------------------ |
| United States Billboard World Albums       | 3                  |
| United States Billboard Heatseekers Albums | 26                 |